# Pohlia vestitissima
Pohlia vestitissima là một loài rêu trong họ Bryaceae. Loài này được Sakurai mô tả khoa học đầu tiên năm 1954.